# George Broderick
George H. Broderick (* 6. Mai 1855 in Philadelphia, Pennsylvania; † 10. Mai 1905 in Aurora, Illinois) war in den 80er und 90er Jahren des 19. Jahrhunderts ein US-amerikanischer Opernsänger (Bass) und Rezitationssprecher von Texten der zum damaligen Zeitpunkt bekanntesten Schriftsteller. Hinsichtlich seiner gesanglichen Darbietungen gelang es ihm einen nicht unerheblichen Bekanntheitsgrad innerhalb der Vereinigten Staaten zu erreichen. So unter anderem in der Premierenrolle des Puh-Bah in der Operette Der Mikado von Gilbert und Sullivan. Des Weiteren gehörte er zu jenen ersten Musikschaffenden von denen Tonaufnahmen angefertigt und auf den zum damaligen Zeitpunkt erhältlichen Tonträgern veröffentlicht wurden.

## Aufnahmen

### Edison Records
Broderick ist insgesamt auf vierzehn Edison Standard Phonographenwalzen zu hören, beispielsweise mit Aufnahmen von Sheridan’s Ride, einer Heldenballade von Thomas Buchanan Read, oder Rudyard Kiplings Gedicht The Absent Minded Beggar, welches ebenso auf Edison Concert Zylindern seine Veröffentlichung fand. Weitere dreiundzwanzig Beiträge auf Edison Konzertzylindern vervollständigen sein künstlerisches Repertoire.

### Berliner Gramophone
Für Emile Berliner und seiner Unternehmung der Berliner Gramophone tätigte Broderick in Summe vierzehn Aufnahmen, die überwiegend aus Opernarien bestanden. Hierunter fielen unter anderem die Mephisto Serenade, Down Deep Within the Cellar sowie Gypsy Love Song, „from The fortune Teller“ komponiert von Victor Herbert.

### Improved Record
Edridge R. Johnson, Gründer der Consolidated Talking Machine Company, einem Vorläuferunternehmen der Victor Talking Machine Company, engagierte Broderick für eigenständige Tonaufnahme, die bereits entstanden als Johnson noch für Emile Berliner in dessen Auftrag tätig war. Die erste Aufnahme von Broderick für Johnson, die ihre Veröffentlichung unter dem Labelnamen Improved Record mit der Matrixnummer A-1 fand, datiert auf den 28. Juni des Jahres 1900. Sie wurde während einer Session, beginnend am 1. Mai 1900 und endend am 28. Juni 1900, erstellt. Es handelte sich hierbei um die Aufzeichnung der Rezitation des Gedichtes Departure von Eugene Field. Im gleichen Jahr folgten weitere Releases, wie Fuzzy-Wuzzy (A-4), On the road to Mandalay (A-5), beide von Rudyard Kipling, sowie Limburger Cheese (A-7), von denen letztendlich insgesamt sechs Vorträge Einzug in den Veröffentlichungskatalog der Consolidated Talking Machine Company hielten.